# 卡萨莱托瓦普廖
卡萨莱托瓦普廖（義大利語：Casaletto Vaprio），是意大利克雷莫纳省的一个市镇。总面积5.4平方公里，人口1765人，人口密度326.9人/平方公里（2009年）。国家统计（ISTAT）代码为019020。